# Испания на «Евровидении-2005»
Для Испании участие в пятидесятом, юбилейном выпуске телевизионного конкурса Евровидение-2005, который состоялся в Киеве, Украина было по счёту 45-м. Страну представляла фламенко-поп-группа Son de Sol с композицией Brujería ("Колдовство"), написанной Альфредо Панебьянко. Как член "большой четвёрки", Испания автоматически прошла квалификацию на выход в финал, где заняла только 21-е место из 24, набрав 28 очков. Тем не менее, Brujería стала предшественницей испанской заявки на Евровидение-2006 Un Blodymary в исполнении группы Las Ketchup. Полуфинал конкурса был показан Televisión Española (TVE) на канале La 2 с комментариями Беатрис Пекер, Айнхоа Арбизу и Карлоса Керезо, а финал конкурса был показан на канале La Primera с комментариями только Беатрис Пекер. Глашатаем, объявлявшим очки испанских телезрителей в финале, была Айнхоа Арбизу.

## Предыстория
К моменту своего участия в конкурсе 2005 года Испания 44 раза участвовала на Евровидение, начиная с 1961 года. Страна выигрывала дважды: в 1968 году с песней La, la, la в исполнении Массиель и в 1969 году с песней Vivo cantando в исполнении Саломе как участницы четверной ничьи с Францией, Нидерландами и Великобританией. В 1969 году Испания впервые организовала проведение Евровидения - в театре Реал в Мадриде. Испания четырежды занимала второе место: в 1971, 1973, 1979 и 1995 годах. На Евровидение-2004 представитель страны певец Рамон с песней Para llenarme de ti занял десятое место, набрав 87 очков.
Испанский вещатель Televisión Española (TVE) с 1961 года отвечает за организацию отбора испанской заявки на Евровидение и трансляцию конкурса. С 1977 по 1999 годы все заявки утверждались путём внутреннего отбора. В 2000-2001 годах TVE организовал национальный финал с несколькими артистами и песнями под названием Eurocanción. В 2002-2004 годах TVE использовал формат реалити-шоу Operación Triunfo для отправки победителя на Евровидение. 16 декабря 2004 года TVE объявил, что Испания будет участвовать на Евровидение-2005, но формат Operación Triunfo не будет использован при организации национального финала.

## До «Евровидения»

### Eurovisión 2005: Elige nuestra canción
Eurovisión 2005: Elige nuestra canción был форматом национального финала, организованного TVE для выбора артиста и песни как представителей Испании на Евровидение. Шоу состоялось 4-5 марта 2005 года в студии Буньюэль в Мадриде. Ведущими были Карлос Лозано, Айнхоа Арбизу и Патрисия Перес. К моменту истечения срока подачи заявки вещателю поступило сто предложений. 17 февраля 2005 года 12 из сотни заявок были представлены на официальном веб сайте TVE. 18 февраля 2005 года композиция Dame el oportunidad в исполнении Тони Альвареса была снята с участия и заменена на песню El swatch группы A-Crew. 25 февраля 2005 года аналогичная ситуация постигла композицию Déjame в исполнении певицы Mayka. Её заменили на песню Echo de menos Фелипе Конде. В первом, полуфинальном, раунде Eurovisión 2005: Elige nuestra canción из двенадцати песен телезрители выбрали шесть для участия во втором, финальном раунде. По итогам финального раунда телезрители выбрали песню Brujería группы Son de Sol. Также были объявлены проценты только трёх лучших финалистов.
| Порядковый номер | Исполнитель              | Название песни             | Автор(ы)                             | Результат |
| ---------------- | ------------------------ | -------------------------- | ------------------------------------ | --------- |
| 1                | Мария Лоренте            | Vente pal sur              | Хосе Луис Сантамария, Хавьер Робледо | Не прошёл |
| 2                | Хастер                   | Cómo olvidarte             | Хавьян                               | Не прошёл |
| 3                | Las Supremas de Móstoles | Eres un enfermo            | Хосе Мануэль Муньис Мергелина        | Прошёл    |
| 4                | Lanco                    | Nada para ti, nada para mí | Альберто Ланко                       | Прошёл    |
| 5                | A-Crew                   | El swatch                  | Агустин Сараза Гонсалес              | Не прошёл |
| 6                | Энцо                     | Quién dirá                 | Хулиан Гарсиа Гарсиа                 | Прошёл    |
| 7                | Катерина                 | Boca loca                  | Карлос Гари                          | Не прошёл |
| 8                | Пьер Н'Суэ               | Quizás mejor así           | Пьер Н'Суэ, Серхи Перес, Берк        | Не прошёл |
| 9                | Son de Sol               | Brujería                   | Альфредо Панебьянко                  | Прошёл    |
| 10               | Фелипе Конде             | Echo de menos              | Фелипе Конде                         | Прошёл    |
| 11               | Джема Кастаньо           | Santo Job                  | Джема Кастаньо                       | Не прошёл |
| 12               | Юлия                     | Arriba el mundo            | Жорди Кубино, Юлия Валентайн         | Прошёл    |

| Порядковый номер | Исполнитель              | Название песни             | Проценты | Место |
| ---------------- | ------------------------ | -------------------------- | -------- | ----- |
| 1                | Las Supremas de Móstoles | Eres un enfermo            | 21,8%    | 2     |
| 2                | Lanco                    | Nada para ti, nada para mí | —        | 5     |
| 3                | Энцо                     | Quién dirá                 | —        | 6     |
| 4                | Son de Sol               | Brujería                   | 24,2%    | 1     |
| 5                | Фелипе Конде             | Echo de menos              | 16,4%    | 3     |
| 6                | Юлия                     | Arriba el mundo            | —        | 4     |

## На «Евровидении»
По правилам Евровидения, введённым в 2004 году, все страны, исключая "большую четвёрку", страну-победительницу предыдущего года и десять стран, занявших самые высокие места по итогам предыдущего конкурса, должны пройти через полуфинал. По итогам полуфинала десять лучших стран выходили в финал. Поскольку Испания является одной из членов "большой четвёрки", наряду с Великобританией, Германией и Францией, то она автоматически вышла в финал, который состоялся 21 мая 2005 года. В поддержку своего участия на Евровидение Испания также транслировала полуфинал и голосовала за его участников. 22 марта 2005 года была проведена жеребьёвка по распределению позиций в финале, и Испания выступала под номером 10, между Кипром и Израилем. По итогам голосования она заняла только 21-е место из 24, набрав 28 очков, включая 12 очков от Андорры. 12 очков испанские телезрители и в полуфинале, и в финале присудили Румынии и 0 очков России. Россия не присудила Испании ни одного очка.

### Голосование
| Очки      | Страна                |
| --------- | --------------------- |
| 12 баллов | - Андорра             |
| 10 баллов |                       |
| 8 баллов  | - Португалия          |
| 7 баллов  |                       |
| 6 баллов  |                       |
| 5 баллов  |                       |
| 4 балла   | - Франция - Швейцария |
| 3 балла   |                       |
| 2 балла   |                       |
| 1 балл    |                       |

| Очки      | Страна   |
| --------- | -------- |
| 12 баллов | Румыния  |
| 10 баллов | Дания    |
| 8 баллов  | Греция   |
| 7 баллов  | Мальта   |
| 6 баллов  | Израиль  |
| 5 баллов  | Венгрия  |
| 4 балла   | Молдова  |
| 3 балла   | Норвегия |
| 2 балла   | Швеция   |
| 1 балл    | Украина  |